# Rue Georges-Bizet
 (septembre 2012).
Si vous disposez d'ouvrages ou d'articles de référence ou si vous connaissez des sites web de qualité traitant du thème abordé ici, merci de compléter l'article en donnant les références utiles à sa vérifiabilité et en les liant à la section « Notes et références ».
La rue Georges-Bizet est une voie du 16e arrondissement de Paris, en France.

## Situation et accès
Le site est desservi par la ligne 9 à la station Alma - Marceau.

## Origine du nom

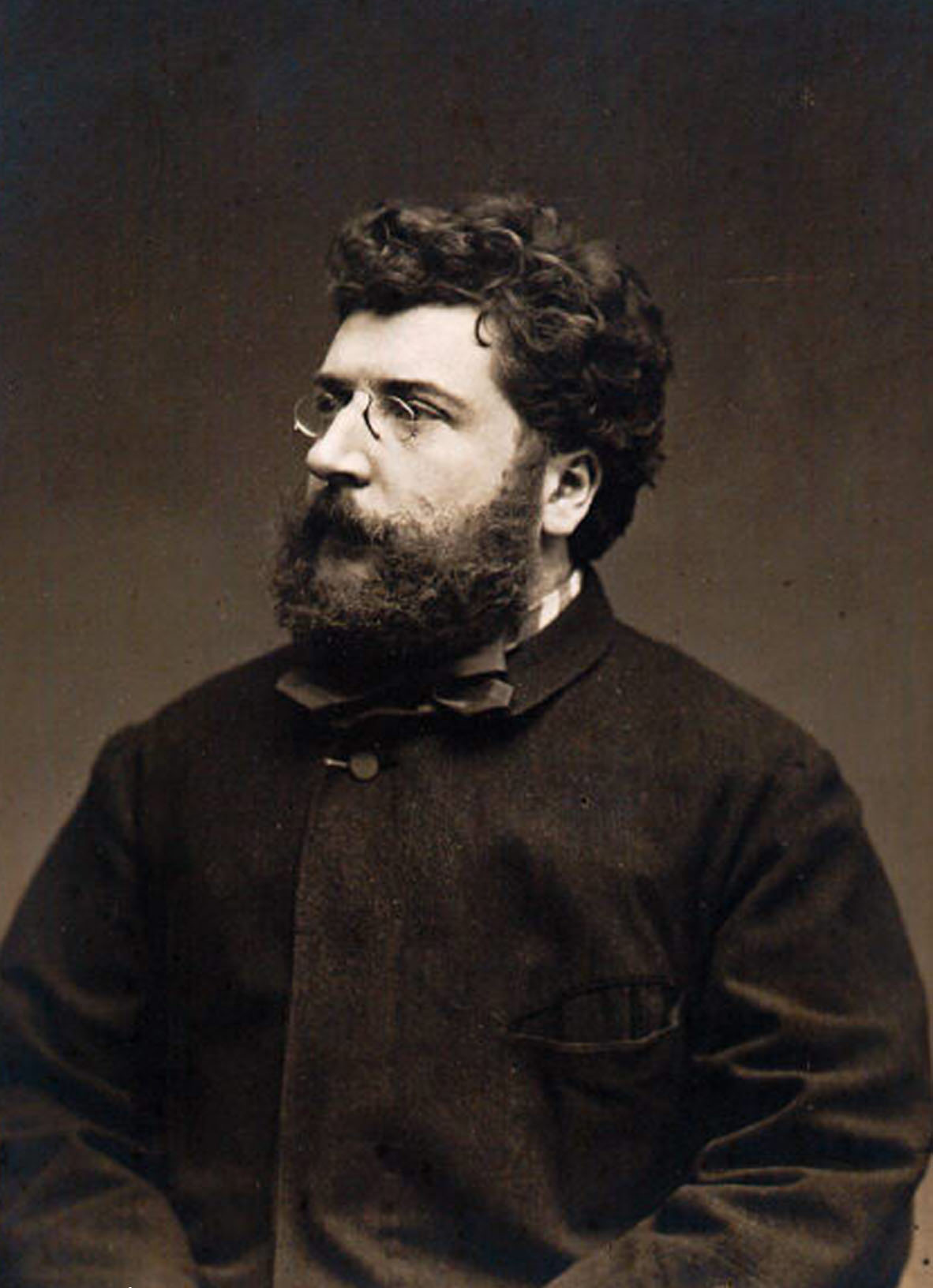
Georges Bizet en 1875.

Elle porte le nom du compositeur français Alexandre César Léopold, dit Georges Bizet (1838-1875).

## Historique
La section comprise entre la rue de Chaillot et l'avenue Marceau est le vestige d'une rue qui descendait jusqu'à la Seine avant que le débouché sur le quai Debilly ait été supprimé lors de l'ouverture des avenues Marceau et de l'Alma par décret du 6 mars 1858.
Cette voie existait au XVIIe siècle sous le nom de « ruelle des Tourniquets », du nom d'un tourniquet qui était situé rue de Chaillot, pour en interdire l’accès aux chevaux et aux voitures.
Elle est indiquée sur le plan de Jouvin de Rochefort de 1672 sous le nom de « ruelle des Blanchisseuses », car les blanchisseuses l'utilisaient pour aller à la Seine. Par ordonnance du 9 août 1826, cette ruelle est alignée, élargie et aménagée en absorbant la rue des Gourdes, puis prend le nom de « rue Bizet » du nom de l'aménageur et propriétaire des terrains par une décision ministérielle du 23 janvier 1832 à la partie comprise entre le quai Debilly et la rue de Chaillot.
La partie comprise entre la rue de Chaillot et l'avenue d'Iéna est ouverte à la suite d'un traité passé le 2 juillet 1866 et prend la dénomination de « rue Bizet » par un arrêté préfectoral du 26 février 1867.
L'ensemble de la voie prend sa dénomination actuelle par un arrêté du 5 avril 1904.

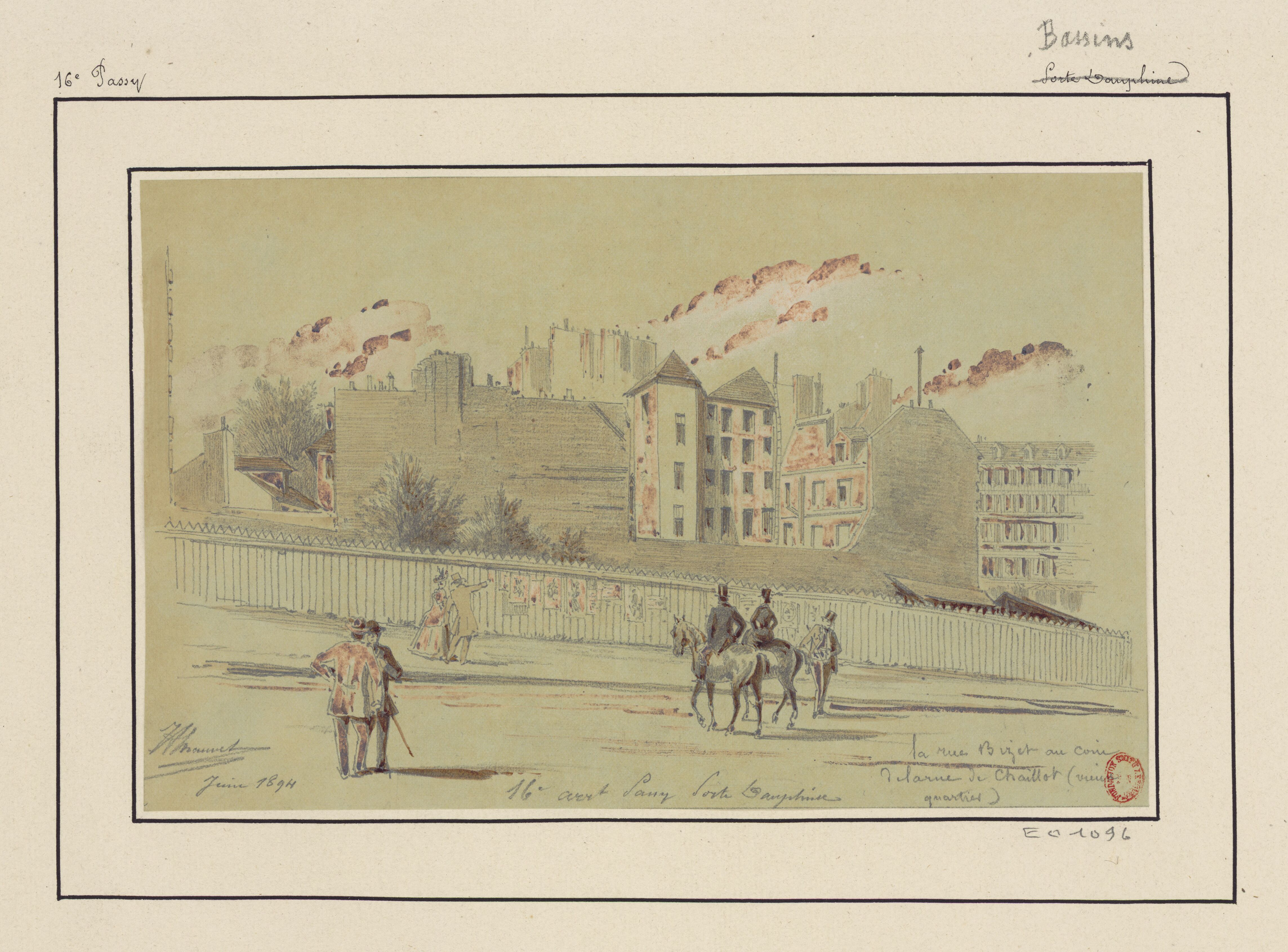
La rue au coin de la rue de Chaillot en 1894 (dessin de Jules-Adolphe Chauvet).
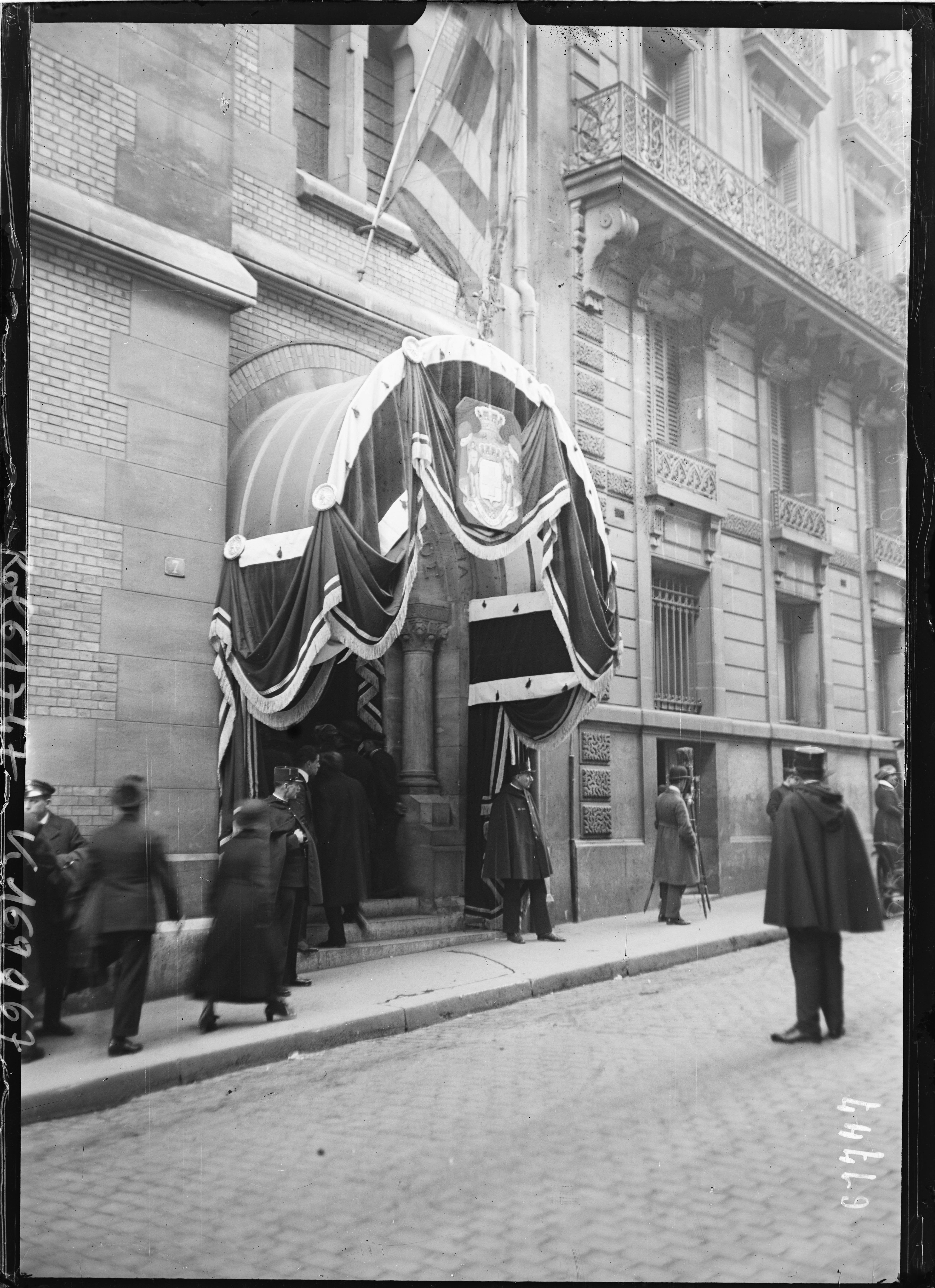
Catafalque dressé au dessus de la porte de la cathédrale grecque en 1920 suite au décès du roi de Grèce Alexandre Ier.

## Bâtiments remarquables et lieux de mémoire
- No 7 : cathédrale grecque Saint-Étienne de Paris.
- No 15 bis : hôtel particulier construit en 1880 dans un style néogothique et surélevé en 1930 par l'architecte Albert Bernet.
- No 23 : clinique où mourut la « Première dame » Blanche Doumer en 1933 et l'industriel André Citroën en 1935 (le bâtiment a été reconstruit).
- No 25 : ambassade du Yémen en France. Les ambassades du Yémen et d’Égypte sont contiguës.
- No 26 : hôtel Cahen d'Anvers construit en 1881[3].
- Nos 27-29 : autre entrée de l’ambassade d’Égypte en France dont l’entrée principale est sise 56, avenue d’Iéna.

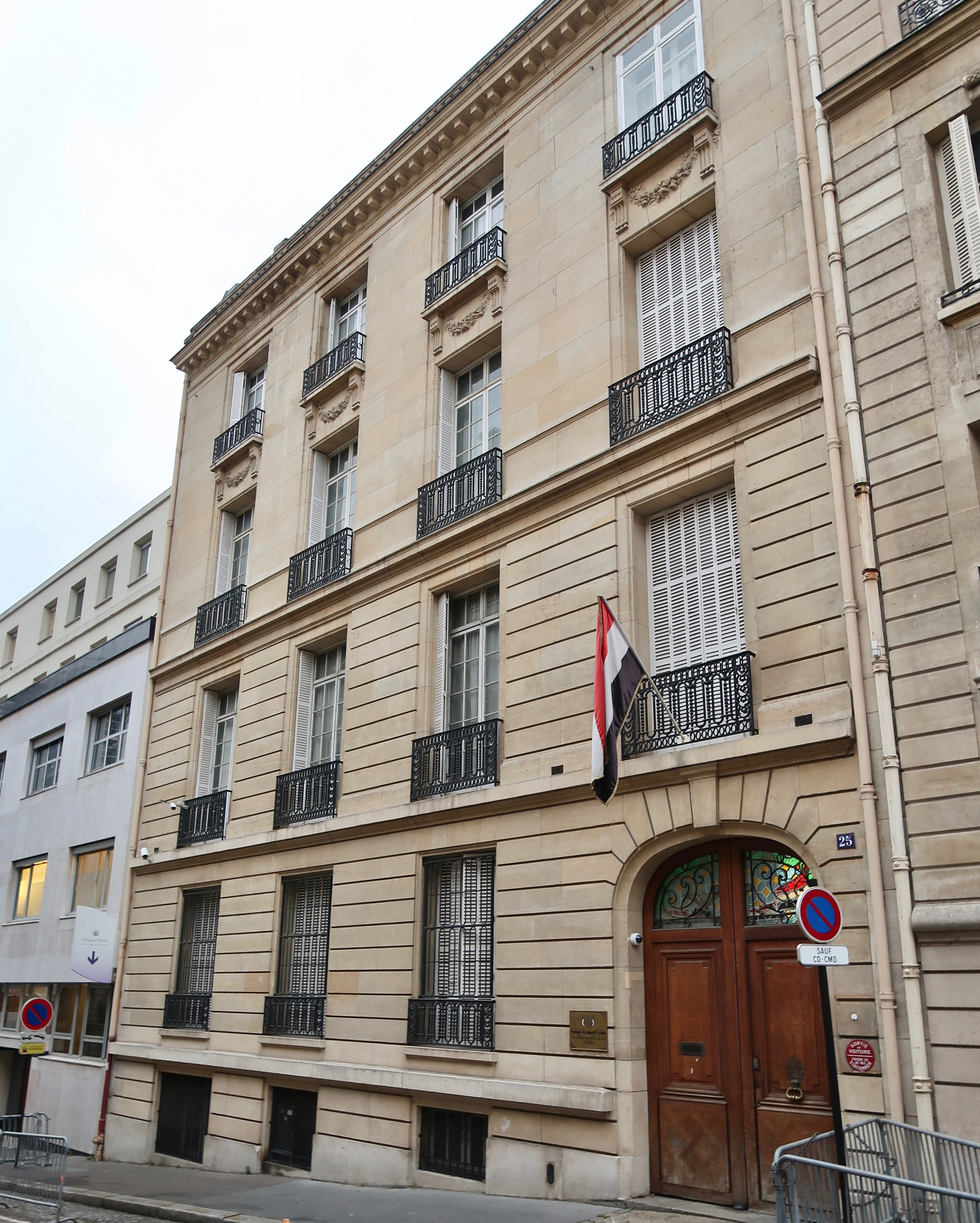
Entrée de l’ambassade du Yémen à Paris, 25, rue Georges-Bizet.
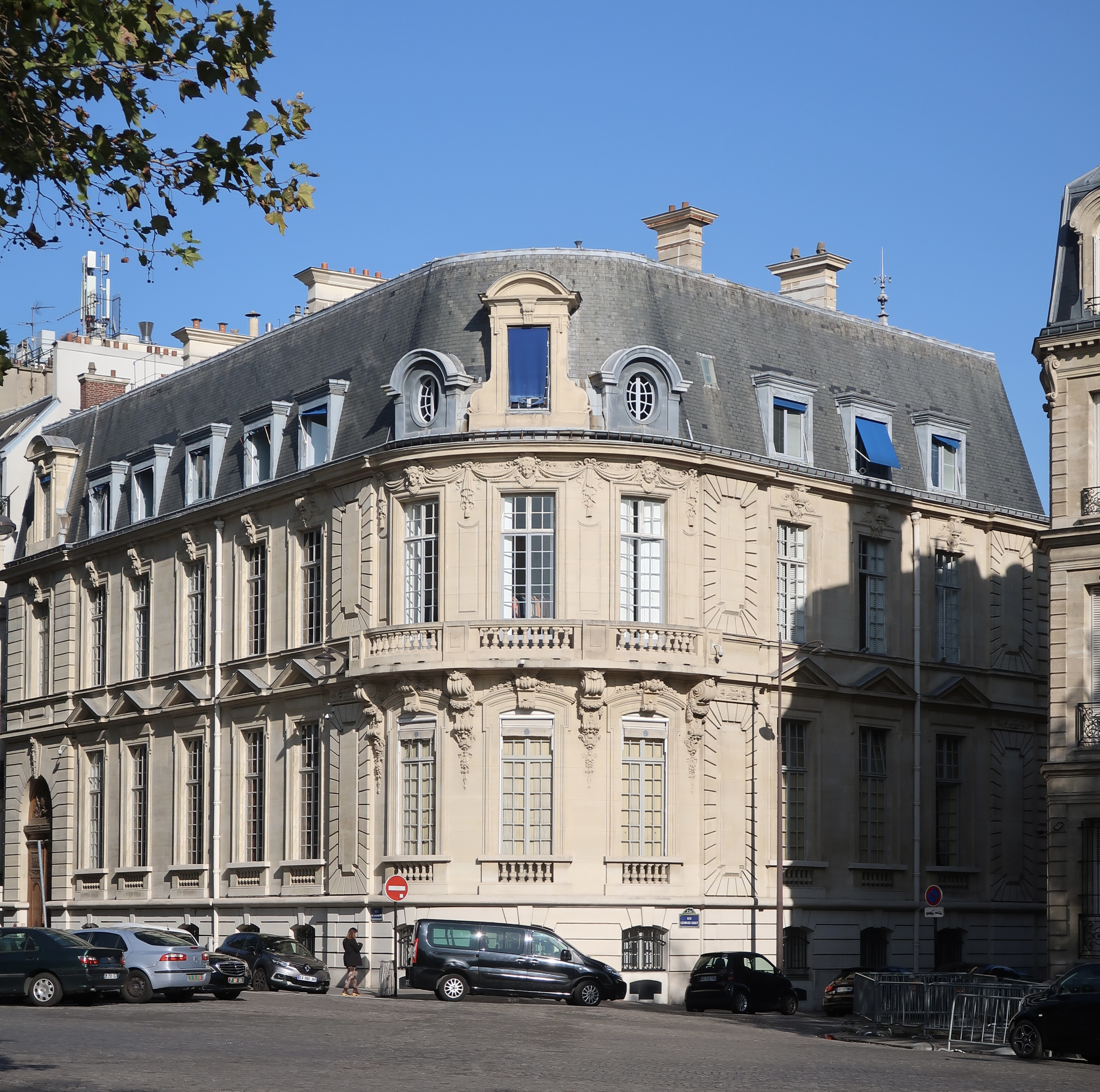
Façade de l'hôtel Cahen d'Anvers, donnant avenue d'Iéna, à l'angle de la rue-Georges-Bizet.